# Křovinář žlutoskvrnný
Křovinář žlutoskvrnný (Bothriechis aurifer) je druh jedovatého hada z čeledi zmijovitých a podčeledi chřestýšovitých, vyskytujícího se na území Mexika a Guatemaly.

## Popis
Tento druh křovináře z rodu Bothriechis se vyznačuje relativně štíhlým tělem s chápavým ocasem, díky čemuž výtečně šplhá po stromech. Šupiny jsou zbarveny zeleně až žlutě s občasnými černými vzory. Mladí jedinci mají světle zbarvený konec ocasu, čímž lákají kořist. Dospělci tento znak postrádají. Plně vzrostlí křovináři žlutoskvrnní měří 75,3 centimetrů, i když někteří dorostli i 1,23 metru.

## Ochrana
Tento druh je klasifikován jako zranitelný, jelikož se vyskytuje na území, které zabírá méně než 20 001 kilometrů čtverečních. Destrukce deštných lesů, jež jsou přirozeným prostředím tohoto hada, způsobuje snižování jeho počtů. Křovinář žlutoskvrnný se vyskytuje na zhruba 10 od sebe různě vzdálených lokacích.